# Orde van het Stekelvarken

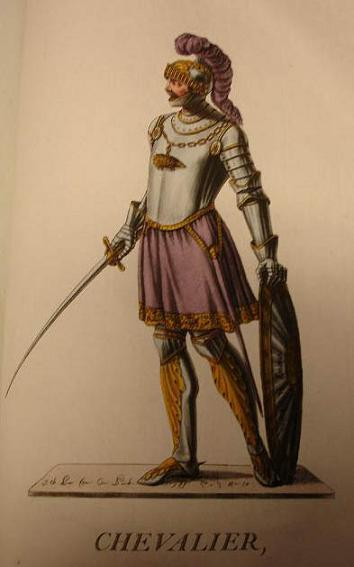
Een ridder van de Orde van het Stekelvarken

De Orde van het Stekelvarken (Frans: "l'Ordre du Porc-Épic") was een Franse ridderorde die in 1394 door Lodewijk I van Orléans, tweede zoon van Karel V van Frankrijk werd gesticht om de doop van zijn zoon Karel luister bij te zetten (vergelijk de Orde van het Gulden Vlies).
De orde telde 25 ridders en hun motto was "Cominus et eminus" (= ‘Bij en ver’) vanwege de gedachte dat een stekelvarken niet alleen in staat is zichzelf tegen elke aanval te verdedigen maar ook zijn pijlen kan gooien naar verder afgelegen doelen. Lodewijk bedoelde hiermee dat hij zowel zichzelf kon verdedigen als zijn vijand, Jan zonder Vrees, hertog van Bourgondië, kon aanvallen van zowel dichtbij als veraf.
Nadat Filips de Goede zich had ingezet voor de bevrijding van Karel van Orléans uit zijn Engelse gevangenschap, kenden beide hertogen in 1430 elkanders respectievelijke ridderordes (Gulden Vlies en Stekelvarken) aan elkaar toe.
De kleinzoon van de stichter koning Lodewijk XII van Frankrijk, afkomstig uit het huis Orléans, schafte de orde af na zijn troonsbestijging, maar hernieuwde de orde en gebruikte het stekelvarken als zijn persoonlijke motief en wapendier. Op al zijn bouwwerken ziet men dan ook stekelvarkens afgebeeld. De orde bloeide tijdens zijn regering maar stierf in de 16e eeuw uit.
De in 1469 ingestelde Orde van de Heilige Michaël trad in de plaats van de Orde van het stekelvarken.
Het draagteken van de ridders was een gouden stekelvarkentje aan een gouden ketting. Ackermann vermeldt deze ridderorde als een historische orde van Frankrijk.